# Wójtowice (Bystrzyca Kłodzka)

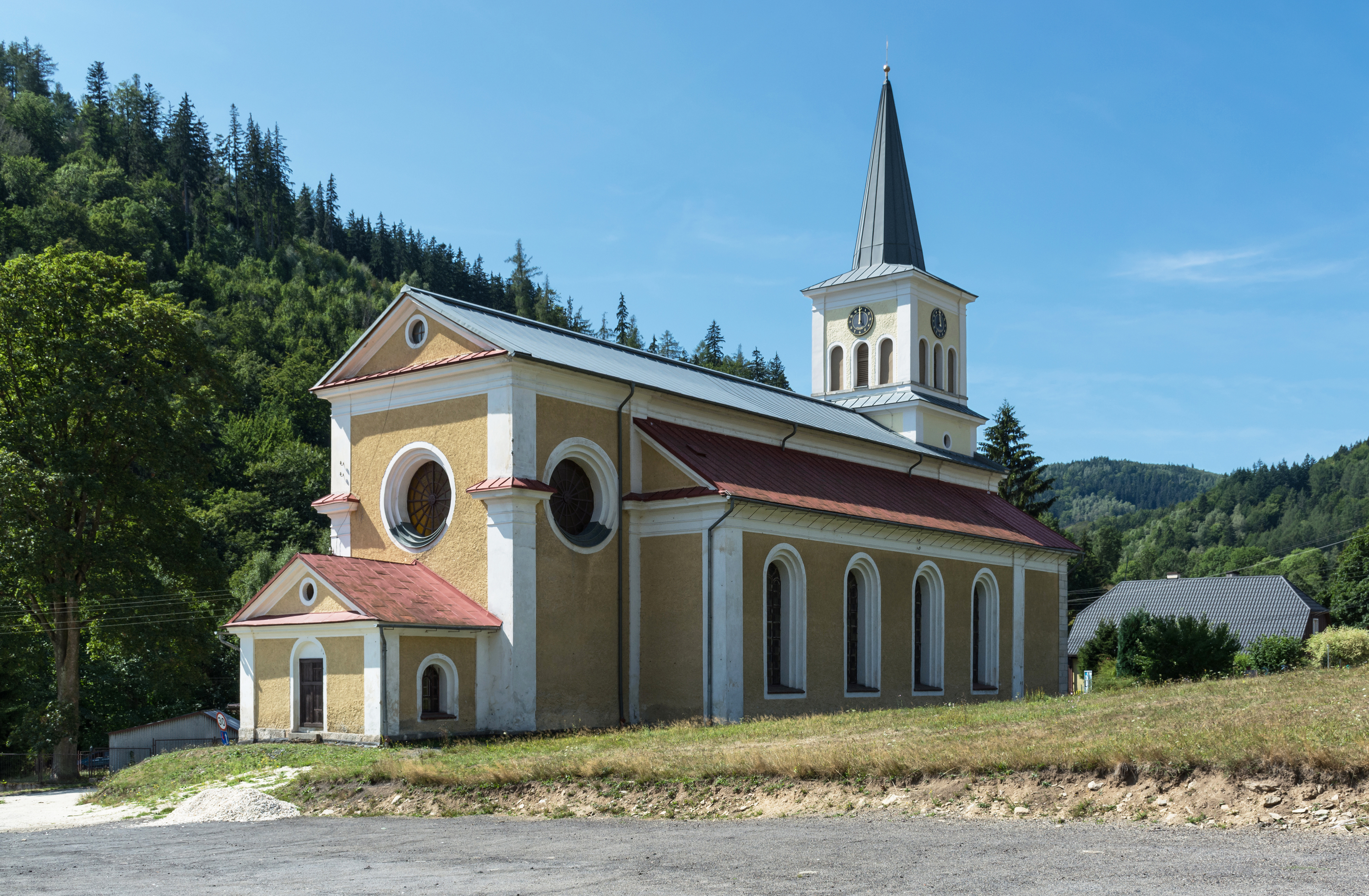
Maria-Magdalena-Kirche

Wójtowice (deutsch: Voigtsdorf, auch Vogtsdorf) ist ein Ort in der Stadt- und Landgemeinde Bystrzyca Kłodzka im Powiat Kłodzki der Woiwodschaft Niederschlesien in Polen.

## Geographie
Wójtowice liegt sieben Kilometer westlich von Bystrzyca Kłodzka am östlichen Abhang des Habelschwerdter Gebirges, zu dem es sich entlang des Kressenbachs hinaufzieht. Nachbarorte sind Huta (Hüttenguth) im Norden, Zalesie (Spätenwalde) im Nordosten, Stara Bystrzyca (Alt Weistritz) im Osten, Nowa Bystrzyca (Neu Weistritz) im Süden, Spalona (Brand) im Südwesten und Młoty (Hammer) im Westen. Südöstlich erhebt sich die 598 m hohe Maderkuppe (polnisch Łysoń), südwestlich die 784 m hohe Schlösselkoppe (Zamkowa Kopa). Durch den Ort führt eine Nebenstraße, die bei Lasówka (Kaiserswalde) in die Woiwodschaftsstraße 389, die auch als Sudetenstraße bezeichnet wird, mündet.

## Geschichte
Voigtsdorf wurde auf landesherrlichem Grund vom Habelschwerdter Vogt angelegt und erstmals 1358 als „Voytesdorf“ erwähnt. 1411 wurde die Schreibweise „Foitsdorf“ verwendet. Es war zunächst zur Pfarrkirche St. Michael in Habelschwerdt gewidmet und gehörte zum Glatzer Land, mit dem es die Geschichte seiner politischen und kirchlichen Zugehörigkeit von Anfang an teilte. Ab 1527 war sie Kammergut und bestand aus einem Dominialanteil und einem Freirichtergut.
Wie im benachbarten Habelschwerdt wandte sich die Bevölkerung während der Reformation den Schwenckfeldern und den Täufern zu, nach deren Verbot 1548 dem Luthertum. Vermutlich auf Initiative des Habelschwerdter Predigers Caspar Elogius errichteten die Bewohner eine kleine Holzkirche mit einem Begräbnisplatz, in der Caspar Elogius am Pfingstdienstag 1566 die Eröffnungspredigt hielt. Nachdem die Kaiserlichen 1622 das Glatzer Land zurückerobert hatten, setzten gegenreformatorische Maßnahmen ein, als deren Folge die Bevölkerung rekatholisiert wurde. Die Holzkirche, zu deren Schutzpatronin die hl. Magdalena erwählt worden war, wurde 1634 als katholisches Gotteshaus geweiht.
Nach dem Ersten Schlesischen Krieg 1742 und endgültig mit dem Hubertusburger Frieden 1763 fiel Voigtsdorf zusammen mit der Grafschaft Glatz an Preußen. Für 1789 sind nachgewiesen: eine Kirche, ein Freirichtergut, ein Schulhaus, eine Wasser-, Mehl- und Brettmühle, 15 Bauernhöfe sowie 52 Gärtner- und Häuslerstellen. Unter den damals 315 Einwohnern waren ein Bäcker, zwei Branntweinbrenner, ein Schmied, ein Schneider, ein Schuhmacher und ein Krämer ansässig. 1790 wurde nördlich des Dorfes ein Fort zur Landesverteidigung gegenüber Böhmen errichtet, das nach der Fertigstellung von Friedrich Wilhelm II. besichtigt und danach als Fort Wilhelm bezeichnet wurde.
Nach der Neugliederung Preußens gehörte Voigtsdorf ab 1815 zur Provinz Schlesien und war zunächst dem Landkreis Glatz und ab 1818 dem neu geschaffenen Landkreis Habelschwerdt eingegliedert, mit dem es bis 1945 verbunden blieb. Ab 1874 gehörte die Landgemeinde Voigtsdorf zum Amtsbezirk Alt Weistritz. 1882 starben mehrere Einwohner durch ein Hochwasser, das weite Teile von Voigtsdorf vernichtete. Im 19. Jahrhundert entstand eine Fabrik, die Holzstoff für die Papierproduktion lieferte. Seit dem Ende des 19. Jahrhunderts erlangte Voigtsdorf wirtschaftliche und touristische Bedeutung durch gute Wander- und Wintersportbedingungen.
Als Folge des Zweiten Weltkriegs fiel Voigtsdorf 1945 mit dem größten Teil Schlesiens an Polen und wurde in Wójtowice umbenannt. Die deutsche Bevölkerung wurde vertrieben. Die neu angesiedelten Bewohner waren teilweise Zwangsumgesiedelte aus Ostpolen, das an die Sowjetunion gefallen war. Nach 1945 wurden zahlreiche Häuser und landwirtschaftliche Gehöfte dem Verfall preisgegeben. Dadurch nahm die Bevölkerungszahl deutlich ab. 1975–1998 gehörte Wójtowice zur Woiwodschaft Wałbrzych (Waldenburg).

### Das Freirichtergut
Ein Anteil von Voigtsdorf gehörte zum 1570 gegründeten Freirichtergut, zu dem auch ein Kretscham und einige Gärtner- und Häuslerstellen sowie die Niedere Gerichtsbarkeit über die Untertanen gehörten. 1540 war es im Besitz des Hans Matzke, der es 1548 an Barthel Dittert verkaufte. Ab 1571 gehörte es dem Thomas Scholz, in dessen Familie es bis 1652 verblieb. Für 1670 ist als Erb- und Freirichter Martin Prause nachgewiesen, dem 1702 dessen Sohn Michael folgte. 1777 war es im Besitz des Josef Prokof, und 1805 erwarb es für 3300 Floren Joseph Dinter. Seit dem Übergang an Preußen war es dem königlichen Rentamt Glatz unterstellt.

## Sehenswürdigkeiten
- Die katholische Pfarrkirche St. Maria Magdalena (Kościół Św. Marii Magdaleny) wurde 1823–1824 an der Stelle der früheren Holzkirche nach Entwurf des Architekten Karl Friedrich Schinkel aus Mitteln des preußischen Königshauses errichtet. Das Bauwerk im Stil des Klassizismus diente auch als Gotteshaus für die Besatzung des Forts Wilhelm. Das Gemälde des Hochaltars stellt die Kirchenpatronin Maria Magdalena dar. Die Innenausstattung entstand von 1832 bis 1873.[5]
- Vor dem Pfarrhaus stehen barocke Steinkreuze.
- Die Ruine der Maria-Hilf-Kapelle von 1869 liegt westlich des Dorfes im Wald.[6]
- Am Dorfende befindet sich das große, heute verfallene Gebäude der ehemaligen Freirichterei.